# テクニカルダイビング
テクニカルダイビング（英語: technical diving）とは、オーバーヘッド環境（閉鎖環境）や減圧（仮想閉鎖環境）を伴う潜水のことである。

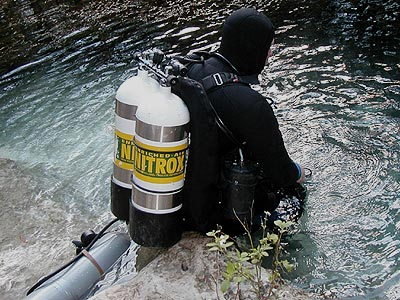
ナイトロックスダイバー

## 概説
テクニカルダイビングは、1950年代より行われていた直接水面まで浮上することのできない洞窟（海中鍾乳洞、泉なども含む）や沈船などオーバーヘッド環境（詳しくは洞窟潜水の項参照。）の潜水技術や知識を元にして、1980年代にNOAA（米国海洋大気局）などで研究されてきた混合ガス潜水技術を用い、仮想天井の減圧停止を伴い、それまでは潜る事の出来なかった大深度潜水（水深40mから100m程度まで）を安全に出来るよう体系化されたレジャーダイビングを指す。1990年代に入り雑誌で紹介されてからテクニカルダイビングと呼ばれる。
スポーツダイビング、レジャーダイビングなどと呼ばれる一般人が楽しみで行うスクーバダイビングの一つのカテゴリーであり、レクリエーショナルダイビングと区別される。
テクニカルダイビングは、全てのレジャーダイビングの安全管理の基礎となっており、特にケイブダイバーは各レクリェーショナルダイビング指導団体のトレーニング部に所属もしくは顧問をしている。
通常テクニカルダイビングとカテゴリーされる以外の見解として、システム潜水に用いられるような高度な器材（オンデマンドヘルメット）などを用いてレクリエーショナルダイビングの潜水領域に潜るレジャーダイビングをもテクニカルダイビングと称する場合もある。しかし、technical divingのtechnicalは高度なダイビング器材のみを指す形容詞にされる場合もあるが、これらを使いこなすための技術を一般的にtechnical divingと称することはない。従って、橋梁や油田など水中工事で行う潜水や、自衛隊や海上保安庁などが行う潜水とは理論などで共通するものがあるが別物である。なお、沈船などの水中構造物の内部や水が満ちた洞窟内部に進入する上級スクーバダイビングをオーバーヘッド環境ダイビングと呼ぶダイバーもいる。
実施に当たっては、スモールステップ・プログラムが確立されておりシニア世代にテクニカルダイバーは多い。日本のダイビング業界は利益追求主義であり、少ない経験値でステップアップしたがる傾向のためか、レクリェーショナルを超えた知力、体力、技能が要求され、これらを身に付けるために莫大な時間が必要と勘違いしているダイバーが多い。またNAUI（米国水中指導者協会）エンタープライズは、海外本部で40年以上テクニカルダイビング部門NAUI-tecを開催しているにもかかわらず、国内NAUIでは取扱う能力のない会社もある。
海外テクニカルダイバーは精神の安定と身体の柔軟をはかるためヨーガを導入する人も多い。  
テクニカルダイビングの中でもケイブダイビングは、下記の年表を見れば判る通り、レクリェーショナルダイビングより古くから行われている。いわばレジャーダイビングの原型となった潜水探険を含む。

## 沿革
- 1946年 - CDG（英国洞窟潜水グループ）設立
- 1950年代 - 洞窟探検家やトレジャーハンターによる潜水
- 1960年代 - レクリェーショナル団体創立ラッシュ
  - 1968年 - NACD（米国洞窟潜水協会）設立。NAUIのTec部門新設
- 1970年代 - ケイブダイビング団体創立ラッシュ
  - 1973年 - CDAA（豪国洞窟潜水協会）設立。NSS（米国洞窟学会）の洞窟潜水部門新設
- 1980年代 - 混合ガス潜水の技術がレジャーに進出。ケイブダイバーによりレジャー向けの混合ガス潜水確立。
  - 1985年 - IAND（現IANTD、国際ナイトロックステクニカルダイビング協会）設立
  - 1987年 - PSA (現PSAI、国際プロフェッショナル潜水協会) 設立
- 1990年代 - テクニカルダイビング団体の設立ラッシュ
  - 1991年 - ANDI（米国ナイトロックス潜水協会）設立
  - 1992年 - 雑誌でケイブなどに混合ガス潜水を導入した分野をテクニカルダイビングとして紹介される。
  - 1994年 - TDI（国際テクニカルダイビング）設立
  - 1996年 - PADI商品開発部門DSAT（潜水科学テクノロジー）をテックレック団体として業務変更（※レクリェーショナルとテクニカルの中間位置づけ）
  - 1997年 - IART（国際リブリーザートレーナー協会）設立。TDI、IANTD、ANDIの各日本支部設立
  - 1998年 - GUE（全世界水中探検会）設立。DiveRite-Japan設立
- 2000年代 - リブリーザーダイビング団体の設立ラッシュ
  - 2004年 - ITDA（国際テクニカルダイビング協会）設立。Halcyon-Japan設立。

## オーバーヘッド環境
ダイバーの所在位置から水面までの間に何らかの障害物があり（何らかの必要性が生じた場合にも）、直接水面に浮上できない環境を言う。例えば沈没船などの水中構造物の内部や、水が満ちた洞窟内部が該当する。オーバーヘッド環境に進入する際にはその環境に適応するための知識、訓練や装備が必要である。例えば
- 退出のために、進入路(あるいはそれに代わる退出路)を明確に確保すること。
- オーバーヘッド環境においては特に頻繁に見られる、視界を遮断するような堆積物を巻き上げずに進入すること。あるいは堆積物を巻き上げ、視界が失われた場合でも確実に退出路に沿って遊泳できる技術・器材を備えること。
- 万が一にも緊急浮上の必要性が生じないよう、信頼性の高い器材を正しく使用すること。

等は、オーバーヘッド環境への潜水に際して最低限必要な事項であるが、インストラクターを含むレクリエーショナルダイバーがそれを知らずに、あるいは知りつつも限界を超えてオーバーヘッド環境でダイビングすることによる事故は絶えない。

### ケイブ

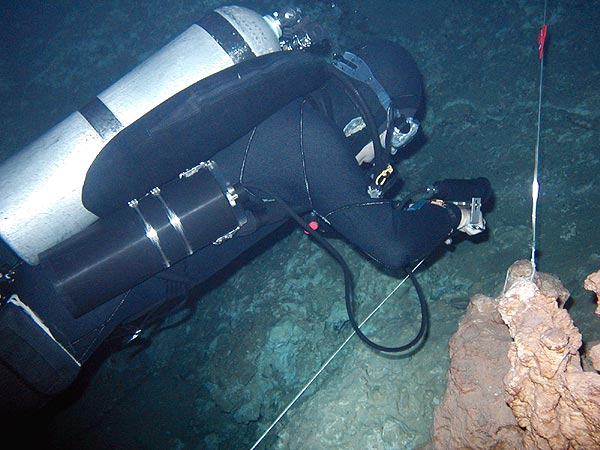
支洞に移動する作業中

ケイブダイビング（caveケーブとも）は、光の届かない洞窟に潜ることであり、カバーン（cavern光の届く洞窟）と区別される。上記のオーバーヘッド環境ダイビングの一つである。
主に、ダイバーは泉や海中鍾乳洞に潜り、ケイバー（洞窟探検家）は洞窟内部にあるサンプや地底湖に潜る。
装備は、二系統の呼吸源（レギュレーター）、リールとスプール、3つのライト、目印につかうラインアローやクッキーが最小限の器材になる。時には、タンクを脇の下に装備したり、ヘルメットを着用して潜る。
詳しくは、洞窟潜水を参照。

### アドバンス・レック
テクニカルダイビングにおけるレックダイビング（wreck）は、沈没船（戦没船）など海底に沈んだ人工物の中に侵入することである。オーバーヘッド潜水においてアドバンスレックは、カバーンダイバーにあたる初心者コースである。

## 混合ガス潜水

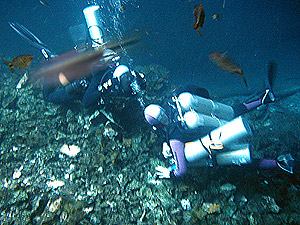
減圧中

人が水中を深く潜る場合の問題は、潜水中に吸気している空気内に存在する窒素がその水圧によって血中に入り込み、浮上時に水圧が低下する事によって窒素が血管内で膨張し血液の流れを止めてしまう、いわゆる潜水病・減圧症であり、そして、同様にして窒素が体に吸収される事により判断力の低下などが起こる、いわゆる窒素酔いである。ダイビングの際にこれら窒素の弊害やその他の弊害（酸素中毒など）を避けるため、潜水理論やその為の機材、そしてなにより特殊な吸気ガスを用いる潜水を混合ガス潜水という。

### ナイトロックス
広義には窒素（nitrogen）-酸素（oxygen）の混合気体を指し、潜水における減圧症の発症可能性および窒素酔いの軽減と無減圧限界の延長を目的としている。一般には、酸素濃度を空気よりも高めた窒素-酸素混合気体（enriched air nitrox）を称してナイトロックス（nitrox）という。酸素濃度を高くすることでメリットを享受できる反面、同時に酸素中毒の危険性も高まるため最大潜水深度における酸素の分圧が一定以下（通常140kPa、最大160kPa）になるよう酸素濃度を制限しなければならない。
ナイトロックスの表記としては、例えば酸素40%、窒素60%の場合は「ナイトロックス40」「EAN40」と記述される。
レクリェーショナルダイビングにおいてもスペシャルティーダイバーとしてナイトロックスは取り入れられている為、単一のナイトロックスによる潜水やナイトロックスによる無減圧潜水をテクニカルダイビングと呼ばない傾向にある。

### ヘリオックス
ヘリウム（helium）-酸素（oxygen）の混合ガスを指す。ヘリウムは窒素と比較してはるかに麻酔作用が小さく、空気のように窒素中毒を起こすことがない一方、
- 分子量が小さく、身体組織への吸収排出が窒素に比べて速いため、ガス中に含まれるヘリウム量に応じた特殊な減圧表が必要とされる。
- 粘度が空気に比べてはるかに低いため、ヘリオックス中では声帯が高周波で振動してしまい、呼吸中の声が甲高く聞き取りにくい、いわゆるドナルドダック・ボイスに変化する。
- 熱伝導が空気に比べて高いため、体温が奪われて低体温症になる可能性が高まる。
- ヘリウムが高価である。
- 痙攣を起こす高圧神経症候群を引き起こす可能性がある。（130m以深）

等の欠点がある。通常、分圧320kPa以下であれば、呼吸ガスに窒素が含まれていても何ら問題はないため、一般にはこれら欠点の緩和を目的に、下記のトライミックスが用いられる場合が多い。

### トライミックス

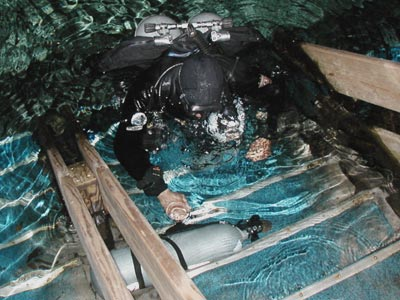
ステージボトルを装備するダイバー

トリミックスとも言う。意味的には三種類の気体の混合ガスをさすが、ダイビングにおいては通常はヘリウム-窒素-酸素の混合ガスを指す。呼吸ガス中の酸素、窒素の分圧を低下させることで、酸素中毒、窒素中毒の低減に効果がある。ダイビングにおいては一般に、酸素分率xx%、ヘリウム分率yy%を用い「トライミックスxx/yy」のように組成を表記する。例えば酸素10%、ヘリウム50%、窒素40%の場合は「トライミックス10/50」と表記される。空気では窒素中毒の問題が発生し（窒素分圧320kPa以上）、かつ上記のナイトロックスでは酸素中毒の問題が発生する(酸素分圧160kPa以上)、すなわち呼吸ガス圧320kPa+160kPa=480kPa以上（水深48m以深）での潜水に用いられる。なお、ヘリオックスやトライミックスは、必然的に酸素を少なくした混合比としている事がほとんどであり、低深度での呼吸ガスとして用いた場合酸素欠乏症になる危険性が高いことから、低深度用として少なくとももう1種の呼吸ガスを用意(携行ないし潜水ルート上に準備)する必要がある。

### 減圧潜水
目的の潜水を終了し浮上する際に、様々な混合ガスや純酸素を用いて減圧を行う潜水を示す。多くの場合、ナイトロックス（酸素50%以上のものを含む）や純酸素を併用して減圧を行う。
| IANTD                 | PSA | Level                   | ANDI                       | TDI                   | DSAT(PADI)       | Level              | GUE              | PTA                |
| Deep Diver            |     | GAS                     | Complete SafeAir User      | Advanced EAN Diver    | Tec Diver1       | GAS                | Technical Diver1 | Decompression      |
| Advanced EAN Diver    |     | GAS                     | Complete SafeAir User      | Advanced EAN Diver    | Tec Diver1       | GAS                | Technical Diver1 | Decompression      |
|                       | Dec | Technical SafeAir Diver | Decompression Procedures   | Tec Deep Diver        | Dec              |                    | Technical Diver1 | Decompression      |
| Technical Diver       | Dec |                         | Extended Range Diver       | Tec Deep Diver        | Dec              | Extend Range Diver | Technical Diver2 | Decompression      |
| Normoxic Trimix Diver |     | Trimix                  | Technical Tri-Mix Diver    | Entry Trimix Diver    | Tec Trimix Diver | Trimix             | Technical Diver2 | Technical Air      |
| Trimix Diver          |     | Trimix                  | Intermediate Tri-Mix Diver | Advanced Trimix Diver | Tec Trimix Diver | Trimix             | Technical Diver3 | Technical Trimix   |
| Trimix Diver          |     | Trimix                  | Tri-Mix Diver              | Advanced Trimix Diver | Tec Trimix Diver | Trimix             | Technical Diver3 | Extended Technical |

## 特殊器材

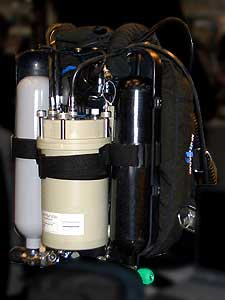
インスピレーション改

テクニカルダイビングにおいて、装備する器材はトラブル時の置き換えや堅牢さなどの安全性とともに効率性が考慮される。
- マニフォルド・ダブルタンクやサイドマウントなど二系統の呼吸源
- バックプレート、ハーネスとブラダによる浮力調整装置（BC）
- キャニスタライトを用いた長時間照明器具、および非常時のバックアップ照明
- リールやスプール、サーフェースマーカー（水上位置表示浮き）、リフトバック
- 幅が広く短いフィン（スクーバプロジェットフィンなど）

これらの器材に、ケイブ、レック、ディープなど環境や目的に合わせて器材コンフィギュレーションを変更して使用する。

### リブリーザー

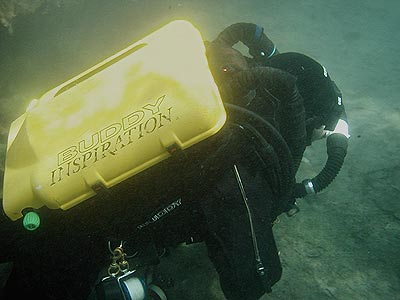
CCRリブリーザダイバー

呼吸排気から二酸化炭素を取り除き、酸素を補って再利用する循環式呼吸装置のことで、よくあるスクーバタンクの代わりになるもの。閉鎖式（CCR：Closed Circuit Rebreather）と、常時一定量（呼吸によって消費される酸素量の何倍かの酸素を含む）混合気体を供給し、余剰のガスは外部に放出する半閉鎖式（SCR：Semi-Closed Rebreather）がある。詳しくは、ダイビング器材を参照。

## 日本のテクニカルダイビング事情

### 導入
- 90年代前半、洞窟探検家が洞窟内の地底湖を調査する目的で導入した。90年代後半、プロショップによりTDI導入、器材メーカーの販売促進目的でANDIとIANTDを導入。

### テクニカルダイビング関連事故
- インスピレーションCCRリブリーザー初心者の単独潜水による行方不明[要出典]。（沖縄県）
- インスピレーションCCRリブリーザー初心者にフリーダイビングサポートをさせ行方不明[要出典]。（静岡県）